# Al Qaws
Al Qaws per a la Diversitat Sexual i de Gènere a la Societat Palestina (àrab: en àrab: القوس للتعددية الجنسية والجندرية في المجتمع الفلسطيني, al-Qaws li-t-Taʿaddudiyya al-Jinsiyya wa-l-Jindriyya fī-l-Mujtamaʿ al-Filasṭīnī), sovint anomenada simplement Al Qaws («L'Arc», en referència a l'arc de sant Martí), és una organització civil de Palestina que treballa per a construir comunitats LGBTIQ+ i promoure noves idees sobre el paper del gènere i la diversitat sexual en l'activisme polític, les institucions, els mitjans de comunicació i la vida quotidiana. L'organització es descriu com a «queer-feminista» i «anticolonial» pel que fa als territoris ocupats per Israel. Quatre centres estan vinculats a l'associació a Haifa, Jerusalem Est, Jaffa i Ramal·lah.

## Història
Al Qaws compta amb un equip de persones dedicat a donar suport a les persones transgènere i un programa d'educació sexual per a escoles, grups de joves i organitzacions de drets humans.
El 2011, Al Qaws, Aswat i l'activista Sarah Schulman van organitzar una delegació de diverses persones LGBTIQ+ dels Estats Units d'Amèrica a Palestina. L'any 2012, la delegació va publicar el document «An Open Letter to LGBTQ Communities in the Israeli Occupation of Palestine».
El 2014, Al Qaws va signar conjuntament un document amb altres organitzacions civils demanant una investigació sobre els crims de guerra israelians comesos durant l'Operació Marge Protector. L'abril de 2019, Al Qaws i el grup activista Pinkwatching Israel van demanar un boicot palestí al Festival de la Cançó d'Eurovisió 2019, organitzat per l'estat d'Israel, en oposició al pinwashing que representava.
El 26 de juliol de 2019, un adolescent de 16 anys de la ciutat galilea de Tamra va ser apunyalat pel seu germà a prop d'un refugi per a joves LGBTIQ+ a causa de la seva orientació sexual i identitat de gènere. L'esdeveniment va ser objecte d'un debat considerable a la societat palestina que va menar a una declaració publicada el 27 de juliol de 2019 per part d'Al Qaws i signada per més de trenta institucions palestines que condemnaven la violència cap a persones amb diferents orientacions sexuals i de gènere. El debat públic també va provocar una manifestació encapçalada per Al Qaws l'1 d'agost de 2019 en col·laboració amb diverses organitzacions palestines queer i feministes amb més de 200 persones reunides a la plaça Al-Aseer de Haifa.
El 17 d'agost de 2019, el portaveu de l'Autoritat Nacional Palestina va publicar una declaració en què prohibia les activitats d'Al Qaws a Cisjordània després de l'augment de la visibilitat del treball d'Al Qaws a les xarxes socials arran de la cobertura mediàtica generalitzada de la manifestació de Haifa. Aquesta atenció creixent va provocar un cert rebuig per l'anunci d'Al Qaws d'un debat a Nablus i d'un proper campament juvenil queer. El 27 d'agost de 2019, l'Autoritat Nacional Palestina va anul·lar la prohibició després de la reacció popular i la condemna dels grups de drets humans.